# Phymaturus palluma
Espèce
Synonymes
- Lacerta palluma Molina, 1782
- Centrura flagellifer Bell, 1843
- Phymaturus flagellifer (Bell, 1843)
- Phymaturus gynechlomus Corbalán, Scolaro & Debandi, 2009

Statut de conservation UICN

 LC  : Préoccupation mineure
Phymaturus palluma est une espèce de sauriens de la famille des Liolaemidae. 

## Répartition
Cette espèce est endémique d'Argentine où elle est présente dans la province de Mendoza. On la trouve entre 1 300 et 2 200 m d'altitude.

## Description
C'est un saurien vivipare.

## Systématique
La sous-espèce Phymaturus palluma patagonicus a été élevée au rang d'espèce.

## Publication originale
- Molina, 1782 : Saggio sulla storia naturale del Chili. Bologna, p. 1-367 (texte intégral).